# Axel Lindqvist
Axel Lindqvist (18 agosto 2000) è uno sciatore alpino svedese.

## Biografia
Attivo in gare FIS dal novembre del 2016, Lindqvist ha esordito ai Campionati mondiali a Åre 2019 in slalom gigante, in Coppa Europa il 28 febbraio 2019 a Oberjoch nella medesima specialità e in Coppa del Mondo il 22 gennaio 2023 a Kitzbühel in slalom speciale, in tutti i casi senza completare la prova. Non ha preso parte a rassegne olimpiche.

## Palmarès

### Coppa Europa
- Miglior piazzamento in classifica generale: 79º nel 2024

### Far East Cup
- Miglior piazzamento in classifica generale: 15º nel 2020
- 2 podi:
  - 1 secondo posto
  - 1 terzo posto

### Campionati svedesi
- 4 medaglie:
  - 1 oro (slalom speciale nel 2022)
  - 2 argenti (slalom gigante nel 2019; slalom gigante nel 2023)
  - 1 bronzo (slalom speciale nel 2023)